# Dzierauno
Dzierauno (biał. Дзераўно; ros. Деревно, Dieriewno) – wieś na Białorusi, w obwodzie mińskim, w rejonie łohojskim, w sielsowiecie Krajsk, nad Drazdą. W 2019 roku liczyła 24 mieszkańców.